# Незабудка Чекановского
Незабудка Чекановского (лат. Myosotis czekanowskii) — вид цветковых растений рода Незабудка (Myosotis).

## Название
Видовое название дано в честь известного биолога Александра Лаврентьевича Чекановского.

## Ботаническое описание
Многолетнее травянистое растение. Образует дерновину. Стебли многочисленные.
Соцветие плотное. Венчик маленький[неопределённость], бледно-синий. Чашечка густо опушённая беловатыми волосками.
Размножается семенами.

## Распространение и среда обитания
Произрастает по склонам хребтов в зоне тундры.

## Ареал
Является эндемиком низовий р. Лены. Известны местонахождения в междуречье Оленёк-Лена.

## Охранный статус
Редкий вид. Занесена в Красную книгу России. Факторы вымирания не изучены.